# Symbellia pallidafrons
Symbellia pallidafrons is een rechtvleugelig insect uit de familie Euschmidtiidae. De wetenschappelijke naam van deze soort is voor het eerst geldig gepubliceerd in 1910 door Bruner.